# Purification de l'eau
Cet article concerne le traitement de l'eau industrielle. Pour le traitement de l'eau potable, voir Production d'eau potable.

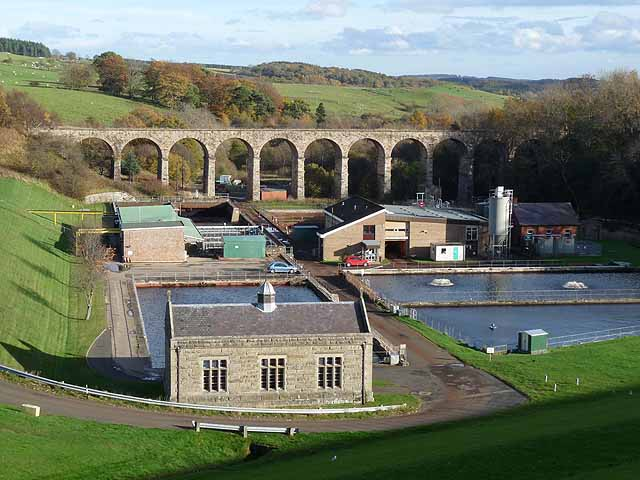
Usine de traitement de l'eau à Fontburn, dans le nord de l'Angleterre.

La purification de l'eau regroupe l'ensemble des techniques et méthodes permettant d'obtenir de l'« eau de procédé » à partir d'eau potable. Beaucoup d'industries utilisent de l'eau douce pour leurs procédés de production. L'eau de procédé peut avoir différents noms – et différentes caractéristiques – selon l'industrie et l'application, par exemple : « eau purifiée » et « eau pour préparations injectables » (EPPI) dans l'industrie pharmaceutique ; « eau ultrapure » ou « eau 18 MΩ » en microélectronique. La production de cette eau requiert l'utilisation de chaînes de traitement qui peuvent être plus ou moins complexes.

## Exemples de procédés industriels utilisant de l'eau purifiée

### Industrie pharmaceutique

#### Eau purifiée
L'eau purifiée est une eau destinée à la préparation de médicaments autres que ceux qui doivent être stériles et exempts de pyrogènes, sauf exception justifiée et autorisée. La qualité d'une eau purifiée est fonction de sa conductivité électrique. Ainsi, en fonction de la pharmacopée en vigueur dans le pays où l'on se trouve, on pourrait qualifier une eau de « purifiée ». Par exemple, selon la pharmacopée américaine, la conductivité d'une eau purifiée vaut au plus 1,3 µS/cm à 25 °C[réf. nécessaire].

#### Eau pour préparations injectables (EPPI)
L'eau PPI est employée dans les préparations injectables comme les vaccins. Elle est donc stérile et exempte de pyrogènes.
L'EPPI est une eau distillée, stérile et à pH neutre.

### Protection anti-incendie du matériel électronique

#### Eau ultrapure
L'eau ultrapure ne doit pas être électriquement conductrice, afin qu'elle n'endommage pas les composants électroniques. Une de ses applications est l'extinction des incendies dans les centres de traitement des données. Il en existe en fait différentes catégories, les spécifications devenant de plus en plus strictes. Pour donner un ordre de grandeur, la conductivité de l'eau ultrapure est d'environ 0,054 µS/cm à 25 °C, équivalente à une résistivité de 18,3 MΩ cm.

### Alimentation de chaudières à vapeur
La production d'une vapeur industrielle requiert une alimentation en eau adoucie pour éviter l'entartrage de la chaudière.

## Détermination de la qualité d'eau nécessaire pour un procédé
La qualité de l'eau nécessaire dépend évidemment de l'usage. Il s'agit souvent d'un problème difficile, car le praticien se trouve souvent confronté à des utilisateurs de l'eau qui réclament « la meilleure qualité possible » ou encore l'eau « comme elle a toujours été », sans préciser leurs demandes. il est essentiel de mettre en question les affirmations des utilisateurs de l'eau sur la qualité qu'ils réclament, et aussi de refuser les spécifications impossibles ou impossibles à mesurer.
Si le but du traitement de l'eau est la protection d'équipements, la qualité de l'eau sera spécifiée par le fabricant du matériel à protéger, c'est le cas le plus simple. Si la purification de l'eau est nécessaire pour assurer la qualité du produit fini, comme c'est souvent le cas dans l'industrie chimique et l'agroalimentaire, alors la qualité de l'eau est à définir par les concepteurs du procédé et les responsables qualité. Il n'y a pas de recette simple pour déterminer la qualité de l'eau à fournir.
Pour les eaux de rinçage, en règle générale des essais sont nécessaires. Par exemple :
- eau de lave-vaisselle ménager : eau adoucie ;
- eau de rinçage en fin de tunnel de lavage de voiture : eau osmosée, maximum 40 ppm de salinité totale ;
- eau de nettoyage des wafers en microélectronique : eau de résistivité 18 MΩ cm ;
- eaux de rinçage de pièces en traitement de surface : cela peut être de l'eau osmosée ou de l'eau non traitée, selon la pièce et le procédé employé. Il n'y a pas de règle générale.

Certaines industries ont des normes, ce qui simplifie bien sûr le choix de la qualité d'eau à produire. C'est notamment le cas de la microélectronique et de l'industrie pharmaceutique.

## Définition de la qualité de l'eau nécessaire
En pratique, on peut procéder par étapes comme suit pour définir la qualité d'eau nécessaire :
1. est-ce que le but du traitement est de protéger un appareil ou machine ? Si oui, se référer aux spécifications du fournisseur ;
2. est-ce qu'il existe une norme pour l'industrie considérée ? Parmi les branches pour lesquelles il existe des normes, il faut citer la microélectronique et la pharmaceutique ;
3. est-ce que l'eau doit être employée pour un procédé de lavage ? Si oui, des essais sont recommandés ;
4. est-ce que l'eau fera partie du produit fini ? Dans ce cas, les concepteurs de procédé du produit, et les responsables de la qualité doivent définir les spécifications de l'ingrédient « eau ».

## Conception de la chaîne de traitement
Un procédé de traitement de l'eau comprendra généralement un prétraitement, puis un procédé de traitement (ou purification) principal, et enfin une finition.
En pratique, la chronologie de la conception sera :
1. prétraitement ;
2. traitement principal ;
3. finition.

Les listes ci-dessous permettent d'effectuer un premier choix des procédés à employer.

### Procédés de prétraitement
- Filtre à sable : enlever les particules de taille importante, comme première étape de filtration
- Charbon actif : élimination du chlore et des composés organiques
- Adoucisseur : enlever les ions divalents, prévenir le tartre, tant dans les conduites que dans les osmoseurs
- Injection d'acide ou de base : réglage du pH
- Injection de métabisulfite de sodium : élimination du chlore - procédé souvent employé avant un osmoseur
- Filtre à cartouche : élimination de particules en suspension
- Ultrafiltration : élimination de certaines substances organiques et de silice colloïdale
- Chlore : précipitation du fer, désinfection
- Membrane de dégazage : éliminer les gaz (CO2, O2)

### Choix du procédé principal
- Osmose inverse : élimine particules, bactéries, pyrogènes, composés organiques, ions
- Nanofiltration : élimine particules, bactéries, ions divalents, réduit la concentration d'ions monovalents
- Échange d'ions : élimine ions, silice activée, CO2
- UV : inactive les bactéries et élimine l'ozone.
- Ozone : action virucide[3], élimine bactéries, précipite le fer
- Distillation : élimine pyrogènes et contaminants
- Purification biosolaire par microalgues. Après installation d'un pilote (50 m3/j) en Espagne[4], en Arabie saoudite pour les eaux d'une ferme laitière industrielle, cette technique est testée en France en 2016 par la station d'épuration des eaux usées de Meyrargues (Bouches-du-Rhône) pour une capacité de près de 4 000 EH et 20 m3/j[5], avec un bilan carbone positif, ce qui est un cas unique selon Laurent Sohier[réf. nécessaire] et pourrait aussi être testé sur des lixiviats de décharge.

### Procédés de finition
- Échangeur d'ions à lit mélangé : diminue les solides dissous, silice et CO2 résiduels
- Microfiltration : élimine particules et bactéries
- Ultrafiltration : élimination de bactéries, pyrogènes, particules, colloïdes, certains composés organiques
- Électrodéionisation : diminue les solides dissous, silice et CO2 résiduels